# 키나네
키나네(고대 그리스어: Kυνάνη, 라틴어: Kynane 또는 Κύνα, Kyna, ? - 기원전 323년)는 알렉산더 대왕의 이복 자매이자, 일리리아의 공주 아우다타와 필리포스 2세 사이에 태어난 딸이다.

## 생애
아우다타는 일리리아의 전통에 따라 딸인 키나네에게 승마와 사냥, 격투를 교육시켰다. 그녀의 아버지는 그녀를 사촌인 아민타스에게 시집보냈으나, 기원전 336년에 그의 죽음으로 과부가 되었다. 이듬 해 알렉산더는 복무에 대한 보상으로 아그라네스의 왕 랑가로스에게 시집보내기로 약속을 했지만, 랑가로스의 병사로 무산되었다.
키나네는 계속 혼인을 하지 않은 채로 있었는데, 자신의 딸 에우리디케를 교육하는데 시간을 바쳤고, 무술 훈련을 시키며 연마를 시켰다. 기원전 323년,그녀의 이복 형제인 아리다이오스가 왕으로 선택되자, 키나네는 에우리디케를 그에게 시집보내기로 결정했고, 그에 따라 아시아로 건너갔다.
키나네의 영향력은 대단했던 것으로 추측되며, 그녀의 계획은 페르디카스와 안티파트로스에게 경종을 울렸다.